# John Verhoek
John Verhoek (Leidschendam, 25 maart 1989) is een Nederlandse betaald voetballer die doorgaans uitkomt als aanvaller.

## Loopbaan
In het seizoen 2008/2009 debuteerde hij in het betaald voetbal bij FC Dordrecht. Hij kwam in juni 2010 een contract overeen met FC Den Bosch dat hem voor twee seizoenen aan de club verbond. Vanaf eind januari tot juli 2011 speelde Verhoek voor de Franse club Stade Rennes in de Ligue 1. Hiernaast kwam hij ook uit voor het tweede team in het Championnat de France amateur (CFA).
In seizoen 2011/12 wordt John Verhoek verhuurd aan zijn oude club ADO Den Haag, waar hij samen met zijn broer deel uitmaakt van de selectie. Verhoek is de jongere broer van Wesley Verhoek. Hij speelde eerder in de jeugd van ADO Den Haag. Op twee oktober 2011 scoorden John en zijn broer Wesley allebei in de gewonnen uitwedstrijd tegen Feyenoord (0-3), een prestatie die 15 jaar daarvoor voor het laatst werd geleverd. Op 24 november 1996 troffen de broers Dennis en Gérard de Nooijer namens Sparta doel in de wedstrijd tegen Willem II. Na de eerste verloren thuiswedstrijd tegen RKC Waalwijk, waarin Verhoek niet wist te scoren, scoorde hij de drie opvolgende wedstrijden in elk duel één doelpunt.
Gedurende het seizoen 2012-2013 werd John Verhoek verhuurd aan de Duitse club FSV Frankfurt. Na dit jaar tekende hij een driejarig contract bij FC St. Pauli dat ook uitkomt in de tweede Bundesliga. In januari 2016 tekende hij een tweejarig contract bij 1. FC Heidenheim 1846, waar hij zich in de zomer bij de selectie aansloot. In 2018 ging hij naar MSV Duisburg. Een jaar later ging Verhoek voor Hansa Rostock spelen.

## Clubwedstrijden
| Seizoen         | Club            |                    | Competitie      | Competitie | Competitie | Beker | Beker | Internationaal | Internationaal | Totaal | Totaal |
| Seizoen         | Club            | Wed.               | Competitie      | Dlp.       | Wed.       | Dlp.  | Wed.  | Dlp.           | Wed.           | Dlp.   |        |
| --------------- | --------------- | ------------------ | --------------- | ---------- | ---------- | ----- | ----- | -------------- | -------------- | ------ | ------ |
| 2008/09         | FC Dordrecht    | Vlag van Nederland | Eerste divisie  | 18         | 0          | 0     | 0     | 0              | 0              | 18     | 0      |
| 2009/10         | FC Dordrecht    | Vlag van Nederland | Eerste divisie  | 31         | 7          | 0     | 0     | 0              | 0              | 31     | 7      |
| Club totaal     | Club totaal     | Club totaal        | Club totaal     | 49         | 7          | 0     | 0     | 0              | 0              | 49     | 7      |
| 2010/11         | FC Den Bosch    | Vlag van Nederland | Eerste divisie  | 18         | 10         | 0     | 0     | 0              | 0              | 18     | 10     |
| Club totaal     | Club totaal     | Club totaal        | Club totaal     | 18         | 10         | 0     | 0     | 0              | 0              | 18     | 10     |
| 2010/11         | Stade Rennais   | Vlag van Frankrijk | Ligue 1         | 7          | 0          | 1     | 0     | 0              | 0              | 8      | 0      |
|                 | Stade Rennais B | Vlag van Frankrijk | CFA             | 5          | 0          | 0     | 0     | 0              | 0              | 5      | 0      |
| Club totaal     | Club totaal     | Club totaal        | Club totaal     | 12         | 0          | 1     | 0     | 0              | 0              | 13     | 0      |
| 2011/12         | ADO Den Haag    | Vlag van Nederland | Eredivisie      | 18         | 4          | 2     | 0     | 0              | 0              | 20     | 4      |
| Club totaal     | Club totaal     | Club totaal        | Club totaal     | 18         | 4          | 2     | 0     | 0              | 0              | 20     | 4      |
| 2012/13         | FSV Frankfurt   | Vlag van Duitsland | 2. Bundesliga   | 17         | 6          | 0     | 0     | 0              | 0              | 1      | 1      |
| Club totaal     | Club totaal     | Club totaal        | Club totaal     | 12         | 4          | 0     | 0     | 0              | 0              | 1      | 1      |
| Carrière totaal | Carrière totaal | Carrière totaal    | Carrière totaal | 109        | 25         | 3     | 0     | 0              | 0              | 101    | 22     |

Bijgewerkt op 5 november 2012